# Aize
Aize település Franciaországban, Indre megyében. Lakosainak száma 116 fő (2022. január 1.). Aize Buxeuil, Guilly és Rouvres-les-Bois községekkel határos.

## Népesség
A település népességének változása:
| Lakosok száma | 200  | 164  | 131  | 126  | 120  | 116  | 116  | 118  | 116  | 116  |
|               | 1968 | 1982 | 1990 | 2006 | 2013 | 2015 | 2017 | 2019 | 2020 | 2022 |